# SSC North America

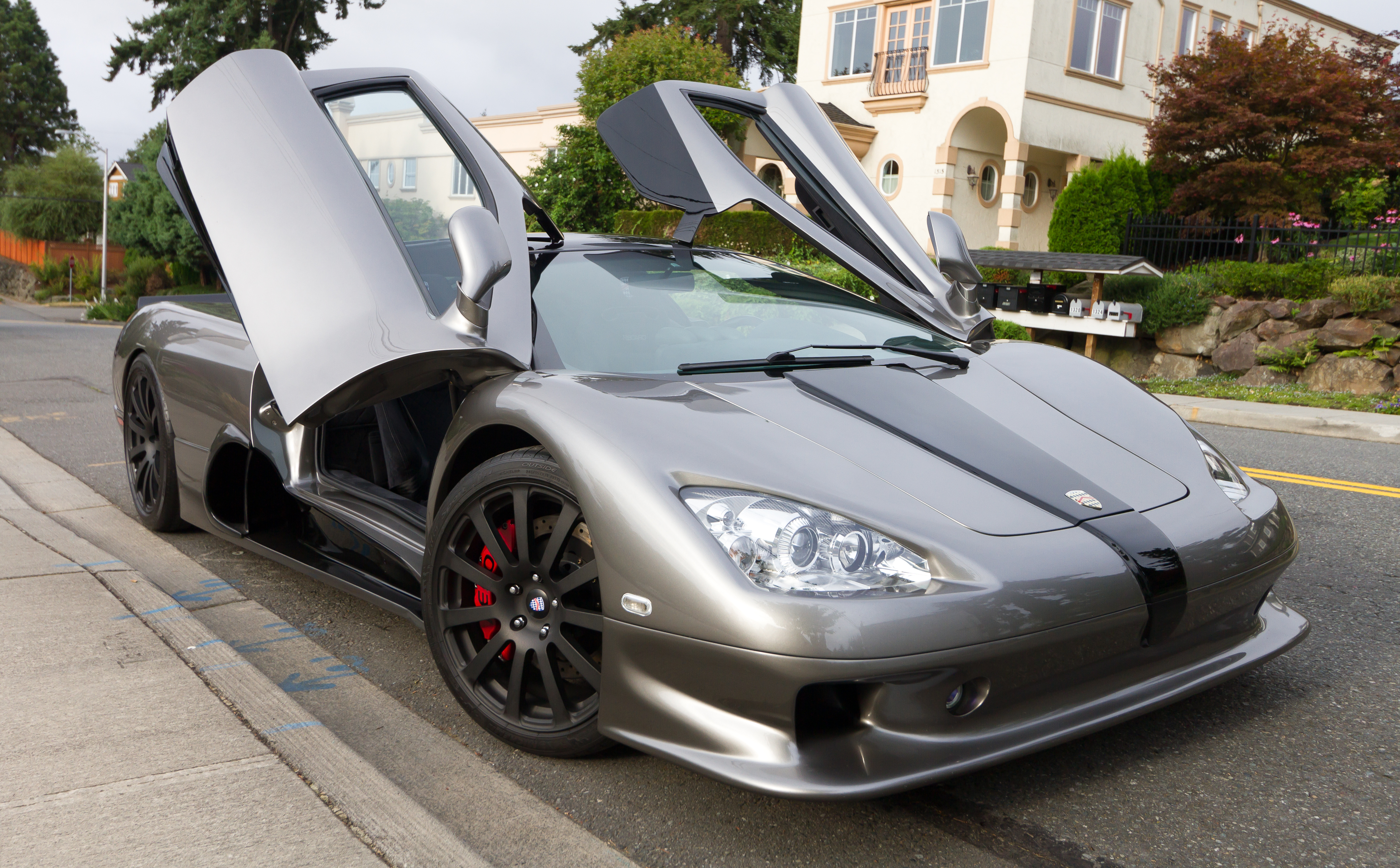
SSC Aero

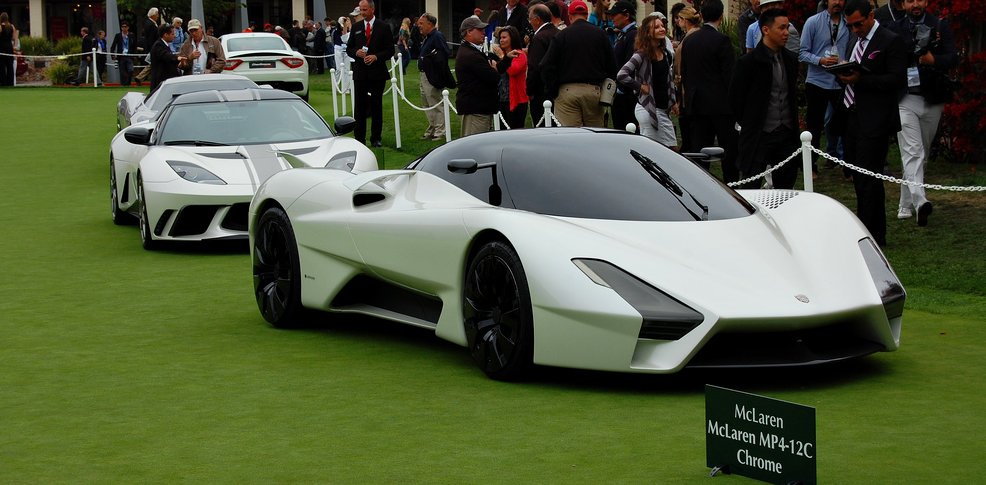
SSC Tuatara

SSC North America LLC, vorher Shelby Supercars, ist ein US-amerikanischer Automobilhersteller.

## Beschreibung
Jerod Shelby gründete am 4. September 1998 das Unternehmen in West Richland in der Nähe von Tri-Cities. Er hat sich auf den Bau von Supersportwagen spezialisiert. Der Markenname SSC steht als Abkürzung für Shelby Supercars.

## Modelle
Das Unternehmen stellte den SSC Aero, das zeitweise schnellste Serienfahrzeug der Welt, her. Mit dem Nachfolger des Aero, dem SSC Tuatara, wird angestrebt, erneut das schnellste Serienfahrzeug der Welt zu bauen.